# Форселл, Петтери
Петтери Форселль (фин. Petteri Forsell; родился 16 октября 1990 года, Коккола, Финляндия) — финский футболист, полузащитник клуба «Интер» (Турку) и сборной Финляндии.

## Карьера
Профессиональную карьеру начал в «КПВ», в 2007 году. Отыграв два года за этот клуб, перешёл в «ВПС». В 2009 году был отдан в аренду в «Виркию». В 2010 году перешёл в Мариехамн, где стал игроком основного состава. Им заинтересовались многие европейские клубы. 9 августа 2012 года был признан лучшим игроком июля. 5 августа 2012 года Форселл заключил контракт с «Бурсаспором». Дебютировал за турецкий клуб 23 августа, в матче Лиги Европы против «Твенте».

## Карьера в сборной
Форселль провёл семь матчей за молодёжную сборную Финляндии, забил один мяч.